# Варгин, Сергей Павлович
Сергей Павлович Варгин (19 сентября 1926, село Крутец (Бутурлинский район), Нижегородский край, РСФСР, СССР — 28 октября 2009, Москва, Российская Федерация) — 1-й заместитель начальника Политического управления ВМФ (1981 - 1985),  член Военного совета Северного флота - начальник политического управления Северного флота(1985—1990), вице-адмирал в отставке .

## Биография
Окончил Балахнинское ремесленное училище (1943), Военно-морское политическое училище им. Жданова (1950), один курс Военно-морского училища механиков флота (1947), военно-морской факультет Военно-политической академии им. Ленина (1961), Академические курсы при Военно-политической академии (1969).
В 1943 г. окончил ремесленное училище в г. Балахне Балахнинского района Горьковской обл.
1943 - 1946 - слесарь предприятия «Центроэнергомонтаж» в г. Горьком.
1946 - 1950 - курсант ВМУ механиков флота, с 1947 г. - Военно-морского политического училища им. Жданова.
1950 - 1955 - секретарь комсомольской организации эсминца «Отчётливый» проекта 30К, с 1952 - партийной организации эсминца «Отрывистый» проекта 30К 121-й бригады эсминцев Северного флота.
1955 - заместитель по политической части командира сторожевого корабля «Гриф» проекта 42.
с апреля 1956 - заместитель по политической части командира 20-го отдельного дивизиона 23-й дивизии охраны водного района.
1956 - 1957 - заместитель по политической части командира 42-го отдельного дивизиона тральщиков 23-й дивизии охраны водного района.
1957 - 1961 - слушатель Военно-политической академии им. Ленина.
1961 - 1965 - заместитель по политической части командира атомной ракетной подводной лодки ПЛАРБ К-178 проекта 658 31-й дивизии 1-й флотилии подводных лодок Северного флота, с октября 1963 - Тихоокеанского флота.
14-30 сентября 1963 К-178 совершила переход подо льдами Арктики (первый в мире для кораблей такого типа) на Тихоокеанский флот и вошла в состав 45-й дивизии атомных подводных лодок. 
Участвовал (совместно с экипажем) в  пуске баллистической ракеты, после всплытия в полынье.
Получил допуск к самостоятельному управлению подводной лодкой.
1965 - 1966 - инспектор партийно-организационного отдела Политического управления Тихоокеанского флота.
1966 - 1972 - начальник политического отдела - заместитель по политической части командира 26-й дивизии атомных подводных лодок Тихоокеанского флота.
В 1969 окончил Академические курсы при Военно-политической академии.
1972 - 1976 - заместитель начальника политического отдела  военно-морской базы и военно-морских учебных заведений в г. Ленинграде.
1976 -1981 - начальник политического отдела - член Военного совета 11-й флотилии АПЛ Северного флота в Гремихе.
С 14 февраля 1978 - контр-адмирал.
Участник дальних походов для несения боевой службы, выполнения задач боевой подготовки и решения специальных задач в различных районах Мирового океана.
1981 - 1985 - 1-й заместитель начальника Политического управления ВМФ.
С 16 декабря 1982 - вице-адмирал.
1985 - 1990 - член Военного совета — начальник Политического управления Северного флота.
С 17 марта 1990 — в запасе.
1-й заместитель председателя Координационного совета Международного союза ветеранов СНГ.

## Награды и звания
Награждён орденами Красного Знамени (1964), Отечественной войны I степени (1985), Красной Звезды (1969), «За службу Родине в Вооруженных силах СССР» II, III ст. (1982, 1975), «Знак Почета» (1989), медалями, иностранными орденом и медалями.